# Fabiano Machado
Fabiano Machado (ur. 28 maja 1986 roku) – brazylijski kierowca wyścigowy.

## Kariera

### Formuła 3
Fabiano karierę rozpoczął w roku 2003, od startów w kartingu. W serii wyścigów samochodów jednomiejscowych – Południowoamerykańskiej Formule 3 – zadebiutował dopiero w wieku 24 lat. Starty rozpoczął w drugiej połowie sezonu i już w pierwszym starcie stanął na średnim stopniu podium. W dwunastu wyścigach, Brazylijczyk siedmiokrotnie mieścił się w pierwszej trójce, z czego czterokrotnie na najwyższym stopniu (trzykrotnie startował z pole position). W drugim roku startów Machado zdominował rywalizację, triumfując w 17 z 25 wyścigów. W obu sezonach reprezentował ekipę Cesário Fórmula.

### Seria GP3
Na sezon 2012 Fabiano podpisał kontrakt z brytyjskim zespołem Marussia Manor Racing, na udział w Serii GP3. Mimo że nie wystartował jedynie podczas rundy na Węgrzech, nie zdołał zdobyć punktów. Ostatecznie uplasował się na 21 pozycji w klasyfikacji końcowej.

## Statystyki
| Sezon | Seria                           | Zespół                | Wyścigi | Zwycięstwa | PP | NO | Podium | Punkty | Pozycja |
| ----- | ------------------------------- | --------------------- | ------- | ---------- | -- | -- | ------ | ------ | ------- |
| 2010  | Południowoamerykańska Formuła 3 | Cesário Fórmula       | 12      | 4          | 3  | 2  | 7      | 174    | 4       |
| 2011  | Formula 3 Brazil Open           | Cesário Fórmula       | 1       | 0          | 0  | 0  | 0      | N/A    | 4       |
| 2011  | Południowoamerykańska Formuła 3 | Cesário Fórmula       | 25      | 17         | 7  | 9  | 22     | 536    | 1       |
| 2012  | Formula 3 Brazil Open           | Cesário Fórmula       | 1       | 0          | 0  | 0  | 0      | N/A    | NS      |
| 2012  | Seria GP3                       | Marussia Manor Racing | 14      | 0          | 0  | 0  | 0      | 0      | 21      |

## Wyniki w GP3
| Legenda oznaczeń w tabelach wyników Wyświetl szablon na nowej stronie | Legenda oznaczeń w tabelach wyników Wyświetl szablon na nowej stronie                                                                     |
| Oznaczenie                                                            | Wyjaśnienie |
| --------------------------------------------------------------------- | --- |
| Złoty                                                                 | Zwycięzca lub mistrzostwo |
| Srebrny                                                               | 2. miejsce lub wicemistrzostwo |
| Brązowy                                                               | 3. miejsce lub II wicemistrzostwo |
| Zielony                                                               | Ukończył, punktował (w klasyfikacji generalnej, gdy zdobył co najmniej jeden punkt na przestrzeni sezonu, poza trzema powyższymi opcjami) |
| Niebieski                                                             | Ukończył, nie punktował (w klasyfikacji generalnej, gdy nie zdobył co najmniej jednego punktu na przestrzeni sezonu)                      |
| Czerwony                                                              | Nie zakwalifikował się (NZ) |
| Czerwony                                                              | Nie prekwalifikował się (NPK) |
| Różowy                                                                | Nie ukończył (NU) |
| Różowy                                                                | Niesklasyfikowany (NS) (w klasyfikacji generalnej, gdy nie został sklasyfikowany w żadnym wyścigu sezonu)                                 |
| Czarny                                                                | Zdyskwalifikowany (DK) |
| Czarny                                                                | Wykluczony (WYK/EX) |
| Biały                                                                 | Nie wystartował (NW) |
| Biały                                                                 | Kontuzjowany (K/INJ) |
| Biały                                                                 | Wyścig odwołany (OD/C) |
| Bez koloru                                                            | Został wycofany (WYC/WD) |
| Bez koloru                                                            | Nie przybył (NP/DNA) |
| Bez koloru                                                            | Nie brał udziału w treningach (NT/DNP) |
| Bez koloru                                                            | Nie został zgłoszony (–) |
| Pogrubienie                                                           | Start z pole position |
| Kursywa                                                               | Najszybsze okrążenie wyścigu |
| †                                                                     | Nie ukończył, ale jego rezultat został zaliczony ze względu na przejechanie więcej niż 90% dystansu wyścigu.                              |
| *                                                                     | Sezon w trakcie |
| 1/2/3                                                                 | Punktowana pozycja w sprincie kwalifikacyjnym                                                                                             |
| Lista systemów punktacji Formuły 1                                    | |

| Rok  | Zespół                | Wyniki w poszczególnych eliminacjach | Wyniki w poszczególnych eliminacjach | Wyniki w poszczególnych eliminacjach | Wyniki w poszczególnych eliminacjach | Wyniki w poszczególnych eliminacjach | Wyniki w poszczególnych eliminacjach | Wyniki w poszczególnych eliminacjach | Wyniki w poszczególnych eliminacjach | Wyniki w poszczególnych eliminacjach | Wyniki w poszczególnych eliminacjach | Wyniki w poszczególnych eliminacjach | Wyniki w poszczególnych eliminacjach | Wyniki w poszczególnych eliminacjach | Wyniki w poszczególnych eliminacjach | Wyniki w poszczególnych eliminacjach | Wyniki w poszczególnych eliminacjach | Punkty | Pozycja |
| ---- | --------------------- | ------------------------------------ | ------------------------------------ | ------------------------------------ | ------------------------------------ | ------------------------------------ | ------------------------------------ | ------------------------------------ | ------------------------------------ | ------------------------------------ | ------------------------------------ | ------------------------------------ | ------------------------------------ | ------------------------------------ | ------------------------------------ | ------------------------------------ | ------------------------------------ | ------ | ------- |
| 2012 | Marussia Manor Racing | ESP                                  | ESP                                  | MON                                  | MON                                  | VAL                                  | VAL                                  | GBR                                  | GBR                                  | DEU                                  | DEU                                  | HUN                                  | HUN                                  | BEL                                  | BEL                                  | ITA                                  | ITA                                  | 0      | 21      |
| 2012 | Marussia Manor Racing | 16                                   | NU                                   | 15                                   | 17                                   | NU                                   | 19                                   | 19                                   | 9                                    | NU                                   | NU                                   | NW                                   | NW                                   | 25                                   | 20                                   | NU                                   | 16                                   | 0      | 21      |